# Del Mar Heights
Del Mar Heights è un census-designated place degli Stati Uniti d'America, situato nella contea di Cameron dello Stato del Texas. Fa parte dell'area metropolitana di Brownsville–Harlingen.

## Geografia fisica
Del Mar Heights è situata a 26°03′24″N 97°25′25″W (26.056677, -97.423523).
Secondo lo United States Census Bureau, ha un'area totale di 0,4 miglia quadrate (1,0 km²).

## Società

### Evoluzione demografica
Secondo il censimento del 2000, c'erano 259 persone, 61 nuclei familiari, e 53 famiglie residenti nella città. La densità di popolazione era di 658,0 persone per miglio quadrato (256,4/km²). C'erano 81 unità abitative a una densità media di 205,8 per miglio quadrato (80,2/km²). La composizione etnica della città era formata dal 74,90% di bianchi, il 3,09% di afroamericani, il 20,46% di altre razze, e l'1.54% di due o più etnie. Ispanici o latinos di qualunque razza erano il 96,53% della popolazione.
C'erano 61 nuclei familiari di cui il 63,9% avevano figli di età inferiore ai 18 anni, il 59,0% erano coppie sposate conviventi, il 27,9% aveva un capofamiglia femmina senza marito, e l'11,5% erano non-famiglie. L'11,5% di tutti i nuclei familiari erano individuali e il 4,9% aveva componenti con un'età di 65 anni o più che vivevano da soli. Il numero di componenti medio di un nucleo familiare era di 4,25 e quello di una famiglia era di 4,63.
La popolazione era composta dal 45,6% di persone sotto i 18 anni, il 10,4% di persone dai 18 ai 24 anni, il 27,8% di persone dai 25 ai 44 anni, il 10,0% di persone dai 45 ai 64 anni, e il 6,2% di persone di 65 anni o più. L'età media era di 20 anni. Per ogni 100 femmine c'erano 107,2 maschi. Per ogni 100 femmine dai 18 anni in giù, c'erano 90,5 maschi.
Il reddito medio di un nucleo familiare era di 13.229 dollari, e quello di una famiglia era di 15.714 dollari. I maschi avevano un reddito medio pro capite di 11.818 dollari. Il reddito medio pro capite era di 3.665 dollari. Circa il 60,4% delle famiglie e il 66,9% della popolazione erano sotto la soglia di povertà, incluso l'81.2% of those under the age of 18 e none of those 65 o over.